# 황옥

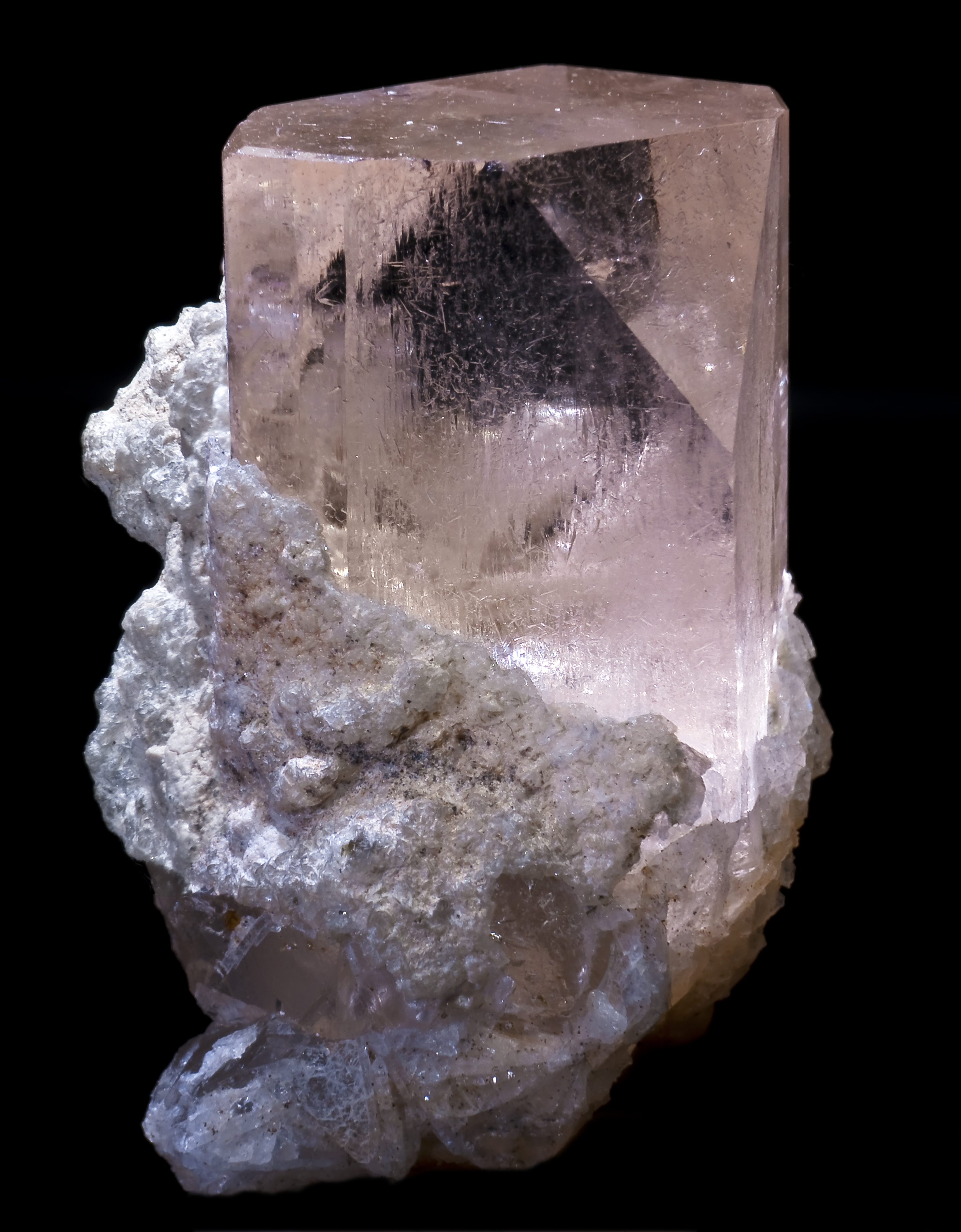
황옥의 원석.

황옥(黃玉) 또는 토파즈(topaz)는 보석의 일종이다. 1개의 규소분자(si)와 4개의 산소분자(O4), 알루미늄으로 이루어져 있다.
주로 페그마타이트에서 산출되며, 브라질의 미나스제라이스에서는 황색 또는 무색 투명한 것이 산출된다. 이 밖에 우랄 산지와 나이지리아에서도 무색 투명한 것이 산출된다. 11월의 탄생석이며, 굳기 8, 화학식 Al2SiO4(F,OH)2이다.

## 같이 보기
- 마노
- 녹주석
- 단백석

## 참고 자료
- 이 문서에는 다음커뮤니케이션(현 카카오)에서 GFDL 또는 CC-SA 라이선스로 배포한 글로벌 세계대백과사전의 내용을 기초로 작성된 글이 포함되어 있습니다.